# Interpal
Ne doit pas être confondu avec Interpol.
La « Palestinian Relief and Development Fund », plus connue sous le nom d’Interpal, est une association caritative britannique créée en 1994 au Royaume-Uni dans le but d’apporter un secours humanitaire à la population civile palestinienne. Les statuts d’Interpal précisent que l’association n’a pas de visée politique. 
Le gouvernement américain soutient qu'Interpal soutient et finance des organisations terroristes et a inclus l’association sur sa liste noire des « Specially Designated Global Terrorists » en 2003,,. Ainsi, aucun citoyen ou résident américain ne peut entretenir une relation d’affaires avec l’organisation.
Cependant, l’autorité britannique de régulation des organisations caritatives (« Charity Commission for England and Wales») ainsi que les autorités judiciaires du Royaume-Uni n’ont pas adopté cette position. Ainsi, en juillet 2010, la High Court a jugé comme diffamatoire le fait de déclarer qu'Interpal soutient le Hamas. 
Le siège de l’association se trouve dans la Pinnacle House, à Londres.  

## Mission
L’association Interpal fut créée au lendemain des Accords d’Oslo, dans le but de préserver la dignité des palestiniens dans le besoin. Elle collabore souvent avec des partenaires du monde associatif en Palestine, au Liban et en Jordanie afin d’ « aider les populations dans le besoin à se sortir de la pauvreté et à devenir autonomes, mais aussi de promouvoir la paix et la stabilité au sein des communautés bénéficiaires.[réf. souhaitée]
Interpal reconnaît que la fragilité de la situation dans les territoires occupés signifie souvent que le moyen d’action le plus efficace pour elle est tout simplement de transférer des fonds à des organisations partenaires sur le terrain. Certains de ces virements ont été soupçonnés d’être destinés à des organisations illégales et terroristes. (Voir ci-dessous).

## Projets
Interpal travaille dans les territoires palestiniens occupés de Gaza et de Cisjordanie ainsi que dans les camps de réfugiés palestiniens en Jordanie et au Liban. L’association favorise la collaboration avec des partenaires locaux pour faire en sorte que leur présence ait un effet revitalisant sur l'économie locale. 
Ses projets tombent dans quatre grandes catégories : 
1) Aide humanitaire d’urgence : 
- distribution de nourriture, d'eau et de vêtements ;
- construction d’hébergement d’urgence ;
- fourniture de soins médicaux ;
- parrainage d'orphelins ;

Ces actions sont menées toute l’année mais s’intensifient au cours du Ramadan et lors des périodes de violence. 
2) Assistance médicale : 
- construction de cliniques et rénovation d’installations médicales vétustes ;
- fourniture d’équipement médical.

3) Actions en faveur de l’éducation : 
- parrainage d’enfants provenant de familles en difficulté et risquant d’être déscolarisés ;
- soutien financier aux établissements scolaires et universitaires ;

4) Actions en faveur du développement et de l’autonomisation des communautés locales. 
- Reconstruction de maisons détruites dans le cadre des conflits violents ;
- Construction d’usines de dessalement d’eau ;
- Commercialisation de produits du commerce équitable en provenance de Gaza et de la Cisjordanie[7].

## Collecte de fonds
L’association organise de nombreux événements pour lever des fonds tout au long de l'année et notamment des brocantes, des conférences universitaires, des ventes aux enchères et des galas. 
Par ailleurs, l’association compte des dizaines de milliers de donateurs réguliers au Royaume-Uni grâce à internet mais aussi à des collectes dans les mosquées. 

## Enquêtes visant Interpal
Interpal a fait l’objet de trois enquêtes distinctes par la Charity Commission for England and Wales, l’autorité de régulation des organisations caritatives au Royaume Uni. 
La première enquête a été lancée en 1996. Elle faisait suite à des accusations publiées dans le journal anglais The Sunday Telegraph selon lesquelles les dirigeants d’Interpal étaient membres du Hamas et certaines donations auraient financé des attentats-suicides en Israël (voir Terrorisme palestinien). Après enquête, la Charity Commission a déclaré qu’aucune de ces accusations n’était justifiée. Le Sunday Telegraph a publié des excuses peu après la conclusion de l’enquête.   
La deuxième enquête a été lancée en août 2003 à la suite de l’inclusion d’Interpal sur la liste des Specially Designated Global Terrorists du département du Trésor des États-Unis pour soutien au terrorisme. Les autorités judiciaires du Royaume Uni ont gelé les avoirs du groupe en réaction à cette annonce. Néanmoins, après une enquête approfondie qui a duré plusieurs semaines, la Charity Commission britannique a déclaré qu’Interpal n’avait participé à aucune activité illégale et que le Trésor américain n'avait pas fourni des preuves suffisantes à l'appui de leurs allégations. 
La troisième enquête fut lancée en juillet 2006 après la diffusion d’un documentaire intitulé « Faith, Hate and Charity » sur la BBC. L’émission a affirmé qu'Interpal aurait versé des fonds à des organisations soutenant le Hamas dans les territoires palestiniens.
Le président de la Charity Commission a soutenu dans un entretien les questions soulevées par la BBC concernant les liens entre Interpal et le Hamas étaient « pertinentes » et qu’elles « devraient être étudiées ». 
Après une nouvelle enquête, la Commission a réitéré ses conclusions datant de 1996 en affirmant qu'Interpal est « une organisation bien gérée et engagée qui réalise un travail important dans une partie du monde en grande souffrance ». Néanmoins, l'enquête a démontré qu’Interpal « n’avait pas mis en place des procédures de contrôle satisfaisantes pour assurer qu’aucun de ses partenaires ne soutient une idéologie ou des activités terroristes. » L'enquête a cependant conclu que la Charity Commission « ne pouvait pas vérifier l’authenticité des preuves suggérant que certaines organisations partenaires d’Interpal avaient financé la promotion de l'idéologie extrémiste ou d’activités terroristes. »
La Charity Commission a par la suite ordonné à Interpal de mettre fin à ses liens avec la Union of Good, un groupement d’associations de soutien au peuple palestinien qui avait été désigné par le Trésor américain comme « un organisme créé par la direction du Hamas dans le but de financer leurs activités terroristes. » En mai 2010, la Charity Commission a déclaré qu’Interpal avait effectivement rompu ses liens avec la Union of Good.

## Relations avec les médias et les banques
En janvier 2006, des poursuites furent engagées contre la banque tenant les comptes d’Interpal devant le Tribunal Fédéral de Brooklyn pour le compte des familles de 15 victimes d’attentats qui auraient été perpétrés par des organisations ayant reçu des fonds de la part d’Interpal. 
Le 20 mars 2007, les comptes bancaires d’Interpal auprès de la banque britannique NatWest qui fait partie de la Royal Bank of Scotland furent clôturés par la banque, qui a affirmé qu’elle avait pris cette initiative face à la pression du système judiciaire américain. 
De même, en décembre 2008, la Islamic Bank of Britain a été obligée de clore ses comptes pour cause de pressions exercées par sa banque de compensations Lloyds TSB.